# May death never stop you
May death never stop you es el primer y único álbum recopilatorio de la banda estadounidense de rock My Chemical Romance, publicado el 25 de marzo de 2014, un año después de la ruptura de la banda.
El álbum incluye una canción inédita, titulada «Fake Your Death», que fue considerada por el vocalista Gerard Way como la última canción de My Chemical Romance (hasta la salida del sencillo The Foundations of Decay en 2022). Su preventa comenzó el 21 de enero, a través de internet, y en su primera semana después del lanzamiento vendió veinte mil copias.

## Contenido
El álbum consiste en una compilación de grandes éxitos, y también incorpora los primeros demos grabados por My Chemical Romance (conocidos como los Attic demos) y una de las últimas canciones que la banda grabó para su inconcluso quinto álbum. Esta canción, llamada «Fake your death», ha sido referida por el vocalista de la banda, Gerard Way, como «la última canción de My Chemical Romance». «Fake your death» fue publicada el 17 de febrero de 2014, a través del sitio web de la banda para quienes compraron anticipadamente el álbum y a través de servicios digitales de venta de música.
La carátula del disco, diseñada por Way, muestra un busto de piedra dañado, de una persona vestida con un traje característico del tercer álbum de la banda, The Black Parade (2006). La estatua está ubicada en un cementerio, sobre una base que tiene grabado el número romano MMXIII (2013), y rayada con las palabras the end (‘fin’).
Dentro del álbum, en su formato físico, hay declaraciones de los miembros de la banda sobre cada una de las canciones que conforman la recopilación, salvo en el caso de «Fake your death». Sin embargo, Way escribió en internet una reflexión acerca de ella, en la que manifestó: «[Después de escuchar nuevamente las palabras junto con la música,] tuve un extraño sentimiento de orgullo respecto de cuán honesta era, y no pude recordar a ninguna banda que haya grabado una canción de esta naturaleza, siendo tan autoconscientes. Terminar se sintió como algo honesto, y lo honesto siempre se siente como algo nuevo».

## Lista de canciones
La lista de canciones del álbum es la siguiente:

| N.º | Título                                                  | Duración |  |
| 1.  | «Fake your death»                                       |          |  |
| 2.  | «Honey, this mirror isn't big enough for the two of us» |          |  |
| 3.  | «Vampires will never hurt you»                          |          |  |
| 4.  | «Helena»                                                |          |  |
| 5.  | «You know what they do to guys like us in prison»       |          |  |
| 6.  | «I'm not okay (I promise)»                              |          |  |
| 7.  | «The ghost of you»                                      |          |  |
| 8.  | «Welcome to the Black Parade»                           |          |  |
| 9.  | «Cancer»                                                |          |  |
| 10. | «Mama»                                                  |          |  |
| 11. | «Teenagers»                                             |          |  |
| 12. | «Famous last words»                                     |          |  |
| 13. | «Na na na (na na na na na na na na na)»                 |          |  |
| 14. | «SING»                                                  |          |  |
| 15. | «Planetary (GO!)»                                       |          |  |
| 16. | «The kids from yesterday»                               |          |  |
| 17. | «Skylines and turnstiles» (demo)                        |          |  |
| 18. | «Knives/sorrow» (demo)                                  |          |  |
| 19. | «Cubicles» (demo)                                       |          |  |

## Recepción comercial
May death never stop you, luego de su publicación, debutó en el número 9 de la lista estadounidense Billboard 200, y vendió veinte mil copias en su primera semana. Por su parte, la canción «Fake your death» alcanzó la posición 47 en la lista musical Hot Rock Songs, también elaborada por la revista Billboard.